# Rastreamento de humor
O monitoramento do humor é uma técnica de psicologia positiva para melhorar a saúde mental, na qual uma pessoa registra seu humor, geralmente em intervalos de tempo definidos, a fim de ajudar a identificar padrões de variação do humor. Tem sido sugerido como um método de autoajuda para pessoas que sofrem de transtornos de humor, como ansiedade, depressão clínica e transtorno bipolar . 
Há uma variedade de ferramentas e tecnologias disponíveis para ajudar os indivíduos a monitorar seus humores. Algumas opções populares incluem caneta e papel, bem como aplicativos para monitoramento de humor , que permitem aos usuários acompanhar tendências ao longo do tempo. Dispositivos de uso pessoal como Fitbit e Apple Watch também incluem recursos de monitoramento de humor, permitindo que os usuários monitorem seus humores ao longo do dia e recebam insights e recomendações personalizadas com base em seus dados.    
Embora o monitoramento do humor possa ser uma ferramenta valiosa para indivíduos que buscam melhorar sua saúde mental e bem-estar, também existem potenciais limitações e preocupações éticas que devem ser consideradas. Uma possível limitação é a potencial influencia de autorrelato, pois os indivíduos podem não relatar seus estados emocionais com precisão ou podem ser influenciados pelo apelo social. Além disso, para que o monitoramento do humor seja eficaz é necessário o monitoramento consistente ao longo do tempo, o que pode ser uma barreira para alguns indivíduos.
É importante observar que o monitoramento do humor não deve ser usado como um substituto para o tratamento profissional de saúde mental .  Em vez disso, pode ser uma ferramenta útil para os indivíduos complementarem seu tratamento existente e apoiarem o bem-estar geral.